# Терияки
Тэрияки также терияки (яп. 照り焼き, テリヤキ) — традиционный японский способ обжарки с использованием распространённого в японской кухне сладкого соуса. Слово тэрияки происходит от существительного тэри (яп. 照り), означающего блеск, и яки (яп. 焼き) — жареное. Способ приготовления заключается в обжарке продуктов в соусе до карамелизации в нём сахара, который придаёт блюду блеск.
Соус для тэрияки готовят из соевого соуса с добавлением сахара, саке и/или мирина. Используется с мясными и рыбными блюдами.
За пределами Японии под тэрияки в основном понимают блюда, приготовленные просто с использованием сладкого соуса, или использующие соус как маринад. Нередко сам соус готовят с чесноком, специями и другими «западными» добавками.